# Marcus Licinius Crassus Frugi (Konsul 27)
Marcus Licinius Crassus Frugi (* um 6 v. Chr.; † Ende 46 oder Anfang 47 n. Chr.) war ein römischer Politiker und Mitglied der noblen Calpurnii Pisones, obwohl er durch Adoption in die gens Licinia gelangte. 

## Familie
Crassus war der Sohn des Marcus Licinius Crassus Frugi, Konsul im Jahr 14. Er war verheiratet mit Scribonia, vermutlich der Tochter des Lucius Scribonius Libo, Konsul im Jahr 16. Ihre Söhne waren Gnaeus Pompeius Magnus, Marcus Licinius Crassus Frugi, Licinius Crassus Scribonianus und Lucius Calpurnius Piso Frugi Licinianus sowie die Töchter Licinia und Licinia Magna. Die Namensgebung seiner Kinder, die historische Namen wie Pompeius Magnus oder Piso Frugi aufgriff, war unkonventionell und führte später zu Konflikten.
Im Jahr 41 n. Chr. verheiratete Kaiser Claudius seine Tochter Claudia Antonia mit Crassus’ Sohn Pompeius, um die Familie der Crassi Frugi enger an das Kaiserhaus zu binden. Pompeius erhielt das Privileg, Ämter fünf Jahre früher zu bekleiden, und wurde Quästor, Pontifex und Arvalbruder. Crassus selbst wurde mit Ehren überhäuft, doch seine Namensgebung, insbesondere die seines Sohnes Pompeius Magnus, zog den Zorn des Kaisers Caligula auf sich, der die Verwendung des Beinamens „Magnus“ verbot.

## Leben
Crassus’ politische Karriere folgte dem cursus honorum der römischen Aristokratie. Wahrscheinlich vor 24 n. Chr. war er Mitglied des Kollegiums der curatores locorum publicorum iudicandorum ex senatus consulto,  einer Verwaltung, die für die Aufsicht und Instandhaltung öffentlicher Orte und Gebäude zuständig war, wie ein Terminalcippus belegt. In diesem Gremium, geleitet von Titus Quinctius Crispinus Valerianus, Konsul im Jahr 2 n. Chr., war er der rangniedrigste von fünf Kuratoren, was darauf hindeutet, dass er noch der quaestorischen Rangklasse angehörte. 
Im Jahr 24 amtierte Crassus als Stadtprätor (praetor urbanus). Er trat in diesem Jahr die Nachfolge des Marcus Plautius Silvanus an, der durch Selbstmord starb. Seine Ernennung zum Pontifex erfolgte vermutlich früh in seiner Laufbahn, möglicherweise noch vor der Quästur. Den Höhepunkt seiner Karriere erreichte Crassus im Jahr 27, als er zusammen mit Lucius Calpurnius Piso das Konsulat bekleidete.
Unter Kaiser Claudius erlangte Crassus besondere Ehren. Seine Grabschrift nennt ihn legatus Ti. Claudi Caesaris Augusti Germanici in Mauretania, wahrscheinlich in der Provinz Mauretania Caesariensis, wo zu Beginn von Claudius’ Regierung Kämpfe stattfanden. Hierfür erhielt Crassus die ornamenta triumphalia. Im Jahr 43 nahm Crassus an Claudius’ Britannienfeldzug teil, vermutlich als comes Augusti oder legatus Augusti pro praetore. Für seine Verdienste wurde ihm erneut die ornamenta triumphalia verliehen, eine seltene Ehre, die außer ihm nur Lucius Apronius in der Kaiserzeit erhielt. Beim Triumphzug Claudius’ im Jahr 44 durfte Crassus als einziger Senator den Kaiser equo phalerato et in veste palmata („auf einem geschmückten Pferd und in der palmengeschmückten Kleidung“) begleiten, während andere in der toga praetexta zu Fuß folgten. Sein Sohn Pompeius überbrachte die Siegesnachricht aus Britannien nach Rom.
Trotz der kaiserlichen Gunst unter Claudius endete Crassus’ Leben tragisch. Ende 46 oder Anfang 47, vermutlich auf Betreiben von Valeria Messalina, die in Pompeius einen Rivalen für ihren Sohn sah, wurden Crassus, Scribonia und Pompeius hingerichtet. Das Urteil wurde vermutlich vom Kaisergericht gefällt und sofort vollstreckt, ohne öffentliche Senatsverhandlung. Die wahren Motive blieben verschleiert, doch die prominenten Namen seiner Kinder und die damit verbundenen Erbansprüche spielten eine zentrale Rolle. Zwei seiner Söhne, Lucius Calpurnius Piso Frugi Licinianus und Licinius Crassus Scribonianus, wurden ins Exil geschickt, während Marcus Licinius Crassus Frugi, der sich vermutlich nicht in Rom aufhielt, verschont blieb.
Die Apokolokyntosis des Seneca beschreibt Crassus als nobel, aber töricht („Crassus jedoch war so töricht, dass er sogar hätte herrschen können.“). Und an einer anderen Stelle (freilich boshaft übertreibend) heißt es: „Zumal der göttliche Claudius ... den Schwiegervater seiner Tochter, Crassus Frugi, tötete, einen Mann, der ihm so ähnlich war wie ein Ei dem anderen.“